# 交脛國

圖出自《古今圖書集成·方輿彙編·邊裔典·第一百七卷》

明朝，胡文煥《山海經圖》

交脛國是《淮南子》所記海外三十六國之一，其民稱作交脛民、交股民，高約四尺，身有毛，足骨無節，腿腳彎曲而相互交叉，躺下就起不來，要人攙扶才能起身。
在《山海經·海外南經》中有所記載。